# Latrine

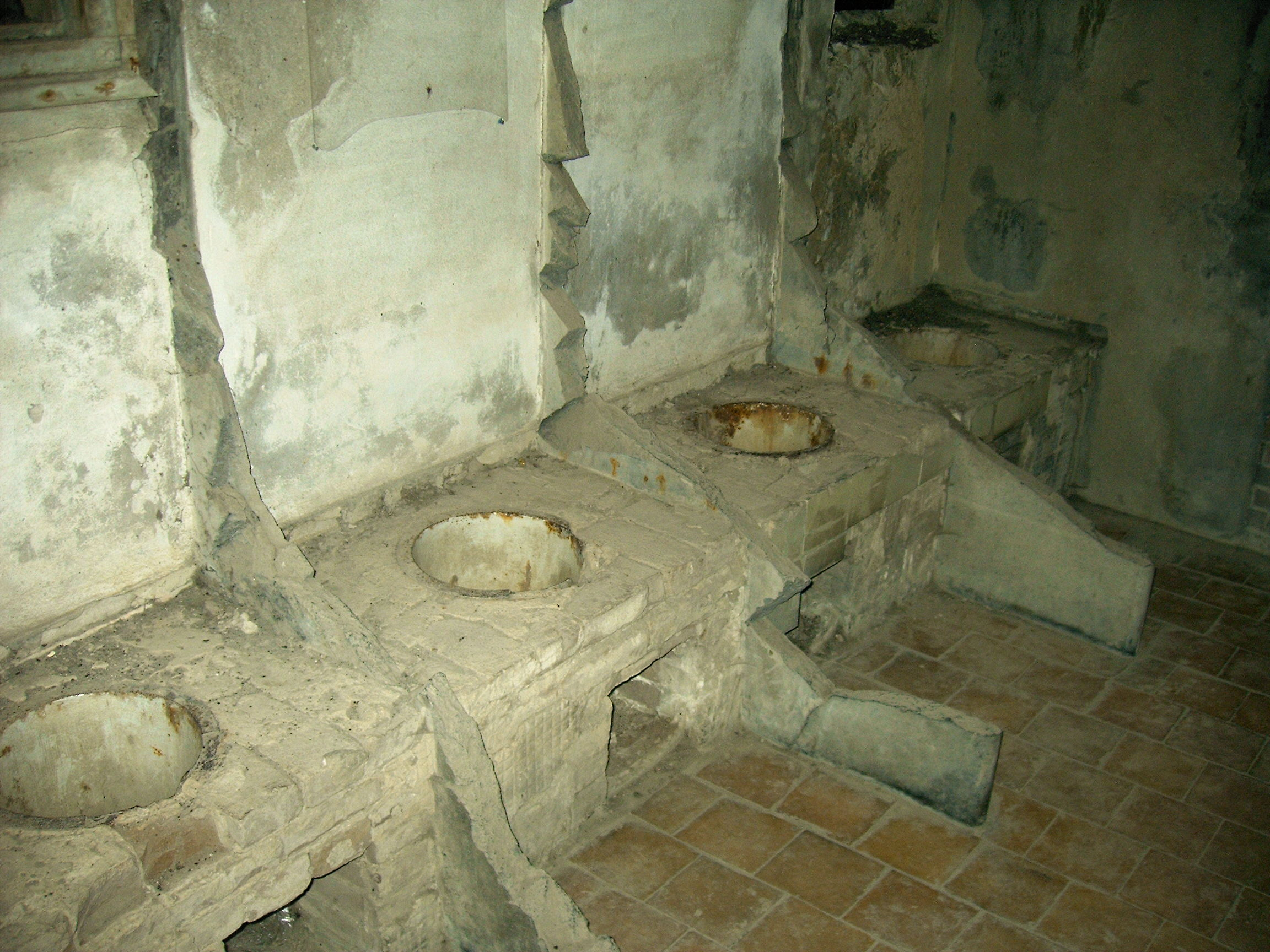
Latrines van Fort Pampus.

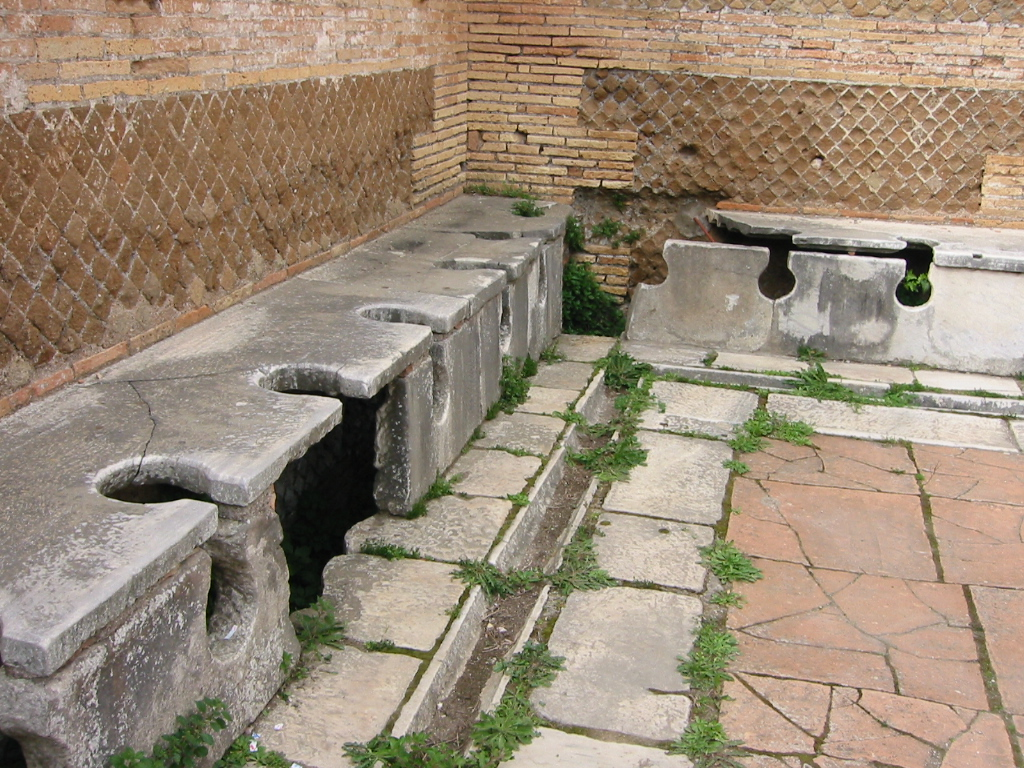
Latrines in Ostia Antica

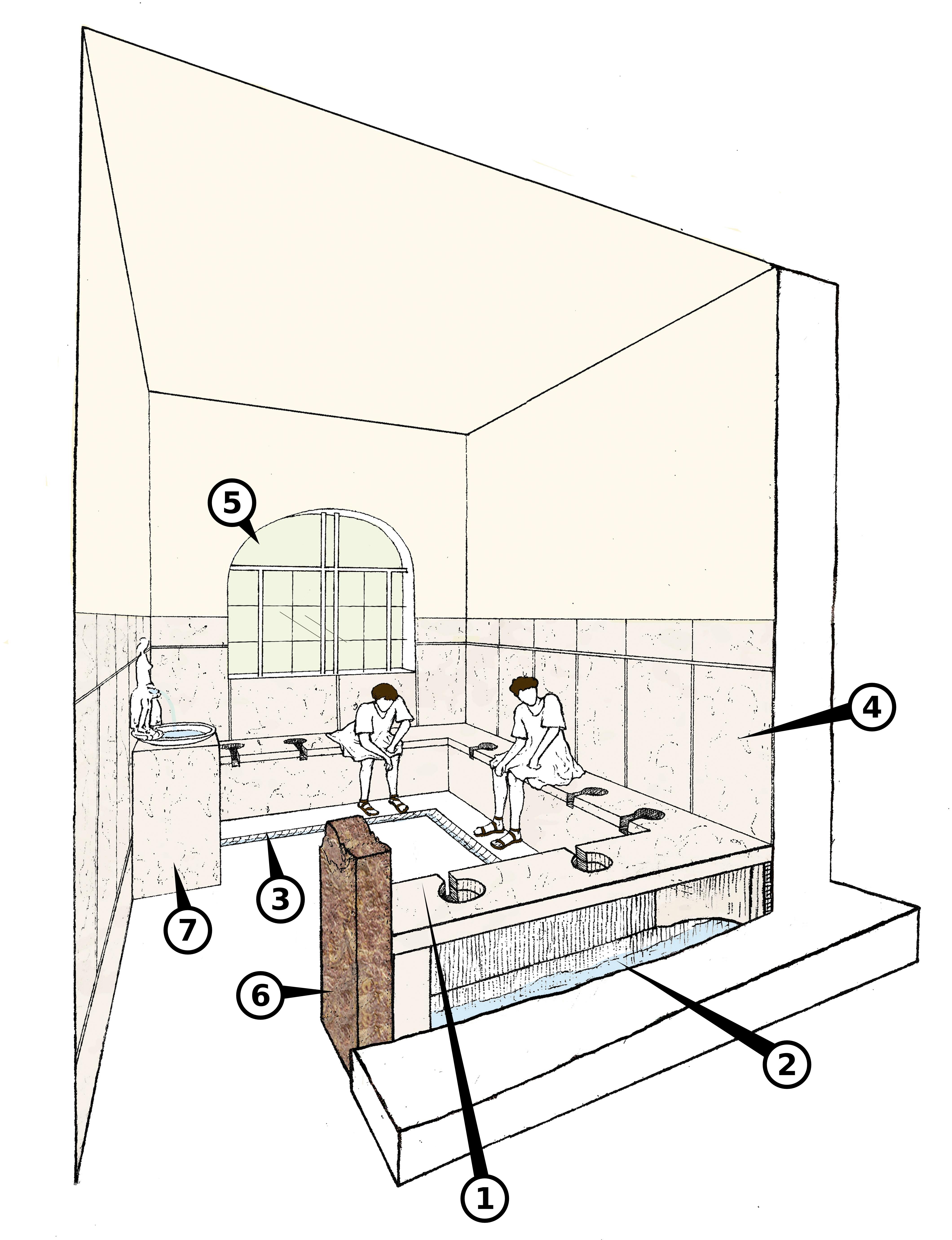
Romeinse latrines in Els Munts villa in Altafulla in Tarragonès, Spanje.
1) Bank
2) Hoofdwaterkanaal
3) Voorste waterkanaal
4) wand
5) verluchtingsraam
6) Verdeler
7) Wastafel

Van oorsprong wordt met een latrine een openbare plek aangeduid waar men zijn behoeften kan doen, een openbaar toilet dus. Dit kan zoals in ontwikkelingslanden ook een mestvaalt zoals bij paarden zijn zonder enige privacy.
Omdat er ook weleens wat anders gebeurde, kreeg het bij de Romeinen ook de betekenis van bordeel.

## Historische latrines
Ook het spreekwoord Geld stinkt niet heeft een relatie met latrines. Keizer Vespasianus herintroduceerde een door Nero bedachte urinebelasting voor kopers van urine uit openbare toiletten. Dit betrof bijvoorbeeld  wasserijen en volders. Kritiek op die belasting beantwoordde hij met de opmerking: Pecunia non olet (geld stinkt niet).

## Latrines en het leger
Onder latrine verstaat men tegenwoordig een in de grond gegraven (tijdelijke) plek voor het doen van behoeftes, zoals in een legerkamp. Wanneer er consequent van een latrine gebruikgemaakt werd, dan was wegens het vermijden van ziekten de kans dat een belegering succesvol afliep een stuk groter.

## Latrines in ontwikkelingslanden
In veel ontwikkelingslanden is het gebrek aan hygiëne een van de factoren waardoor de gezondheid in gevaar gebracht wordt. De bouw van een latrine is dan een eerste stap in de verbetering van de hygiëne. Waar sprake is van acute armoede, zijn de middelen voor de bouw van een latrine afwezig. De architectuur van een latrine is nog steeds in ontwikkeling; een van de recente ontwikkelingen is een latrine waarbij vliegen niet meer uit de latrine kunnen ontsnappen.

## Dierenlatrines (Paardenlatrine en dassenlatrine)
Ook paarden doen hun behoefte op een vaste plek, die ook latrine genoemd wordt. Doordat ze daarnaast niet eten in een latrine, wordt een gebied waar paarden lopen gekenmerkt door kort gras en ruigtes. Wanneer in een veld alleen paarden geweid worden, dan kan op den duur een paardenwei "paardenziek" worden; het gebied waarin gegraasd wordt is dan dusdanig verarmd dat er onvoldoende rendement uit het land komt.
Ook dassen doen hun behoefte op een vaste plek, buiten hun burcht meestal aan de rand van hun territorium, die latrine wordt genoemd. Burchten gaan soms eeuwenlang mee en dit geldt ook voor de latrines. 